# Jindeok
Jindeok von Silla (?–654) regierte als Königin von Silla, einem der Drei Königreiche von Korea, von 647 bis 654. Sie war die 28. Herrscherin des Königreichs und nach ihrer Vorgängerin, Königin Seondeok, die zweite amtierende Königin. Während ihrer Herrschaft rang Silla mit Baekje um die Gunst des chinesischen Tang-Hofes. Sie ist auch dafür bekannt, dass sie ein Gedicht über den Tang-Kaiser Gaozong verfasste. Laut Samguk Sagi war sie üppig, schön und groß.

## Herrschaft
Königin Jindeok (reg. 647–654) bestieg den Thron und wurde die zweite regierende Königin der Silla nach Königin Seondeok. Sie war die letzte Monarchin aus den Reihen der Seonggol, der höchsten Klasse des einzigartigen Kastensystems der Silla, und ihr eigentlicher Name ist Seungman. Ihr Vater war Kim Gukban, der jüngste Bruder von König Jinpyeong, und ihre Mutter war Lady Wolmyeong. Während ihrer siebenjährigen Regierungszeit war Königin Jindeoks Hauptanliegen die Außenpolitik. Mit Hilfe des Generals Kim Yushin gelang es ihr, die Verteidigungsanlagen von Silla zu stärken und die Beziehungen ihres Königreichs zu Tang-China erheblich zu verbessern. Diese Bemühungen legten den Grundstein für die Vereinigung der drei Reiche (Silla, Baekje und Goguryeo).
Außerdem baute sie das Pumju-Steuererhebungssystem aus.
Ihr Grab befindet sich auf einem Hügel in der Stadt Gyeongju. Einige Historiker bezweifeln jedoch, dass es sich wirklich um das Grab der Königin Jindeok handelt. Nach dem Samguk Sagi wurde sie in Saryangbu begraben, das sich in der entgegengesetzten Richtung des Grabes befindet.

## Erbe
Als König Jeonggang 887 starb, ernannte er seine Schwester Jinseong zu seiner Erbin und begründete die Wahl einer weiblichen Monarchin mit den erfolgreichen Regentschaften von Seondeok und Jindeok.

## Der Name einer Epoche
Königin Jindeok benutzte den Epochennamen Inpyeong von Januar bis Juli 647, als sie gekrönt wurde, und änderte den Epochennamen in Taehwa. Von Juli 647 bis Juni 650 benutzte sie den Epochennamen Taehwa, aber später benutzte sie Yeonghwi, den Epochennamen, der während der Tang-Dynastie verwendet wurde. Taehwa ist der letzte Name, den Silla unabhängig verwendet hat.